# Antonio Albacete Jr.
Antonio Albacete Polo (San Sebastián de los Reyes, Madrid; 4 de junio de 1999), también conocido como Tony Albacete, es la tercera generación de una gran saga de pilotos con el mismo nombre, siendo el hijo de Antonio Albacete Martínez y nieto de Antonio Albacete Alonso. A pesar de su juventud ya ha sido campeón y dos veces subcampeón de diferentes copas monomarca nacionales.

## Trayectoria

### Inicios
Tony tuvo su primera toma de contacto con los karts a los 5 años, pero no se iniciaría en la competición hasta los 9, cuando debutaría en el campeonato madrileño de karting. Al año siguiente seguiría en los campeonatos sociales de Castilla y León, Madrid y Castilla-La Mancha. En 2016 se iniciaría en el Campeonato RACE de Turismos, corriendo algunas pruebas con un Hyundai Getz. La temporada siguiente repite en el campeonato con el mismo coche y logra ser subcampeón de la Clase 2 del campeonato madrileño.

### Turismos nacionales

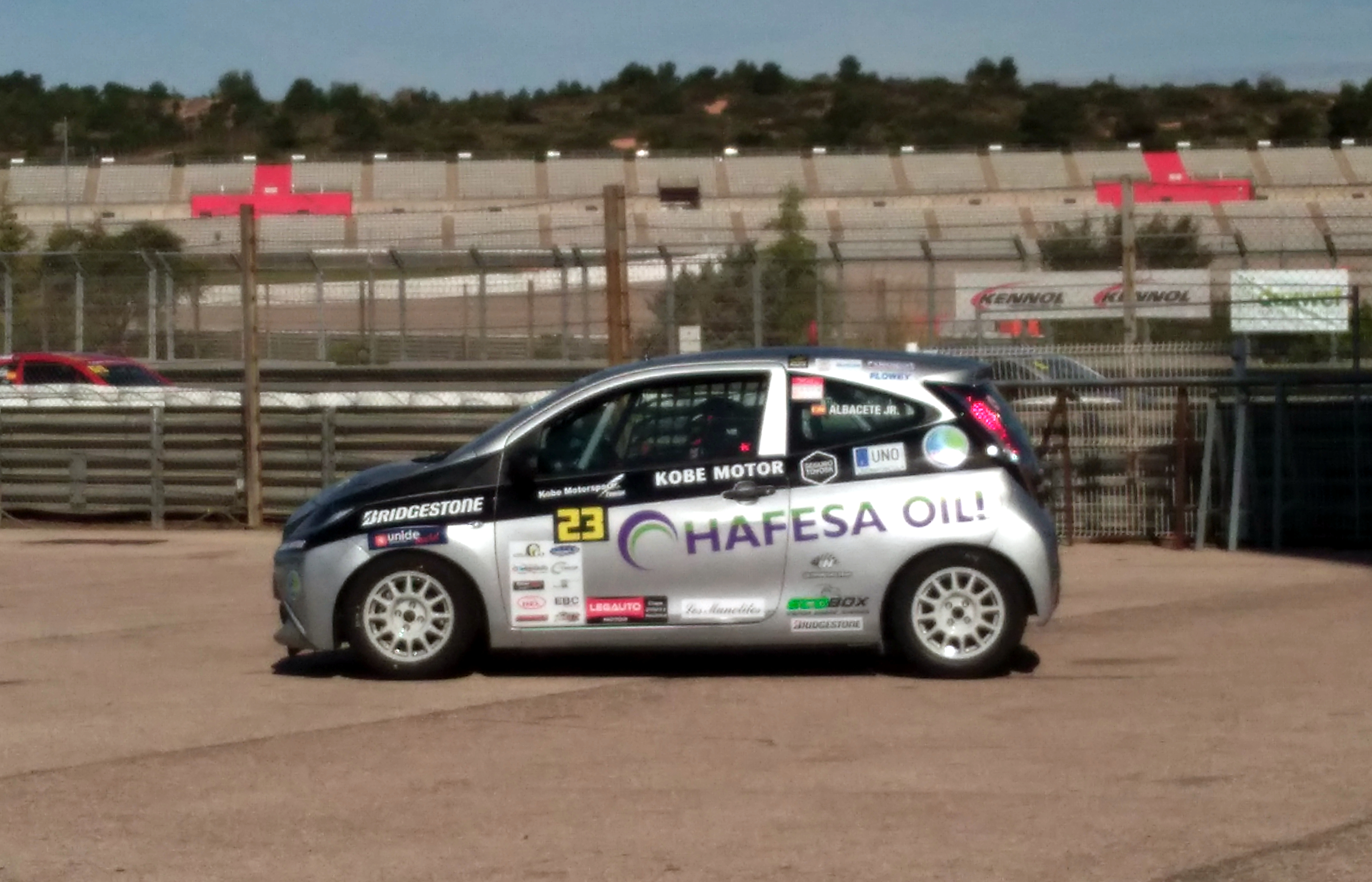
Antonio Albacete Jr con su toyota de la Copa Kobe en 2018

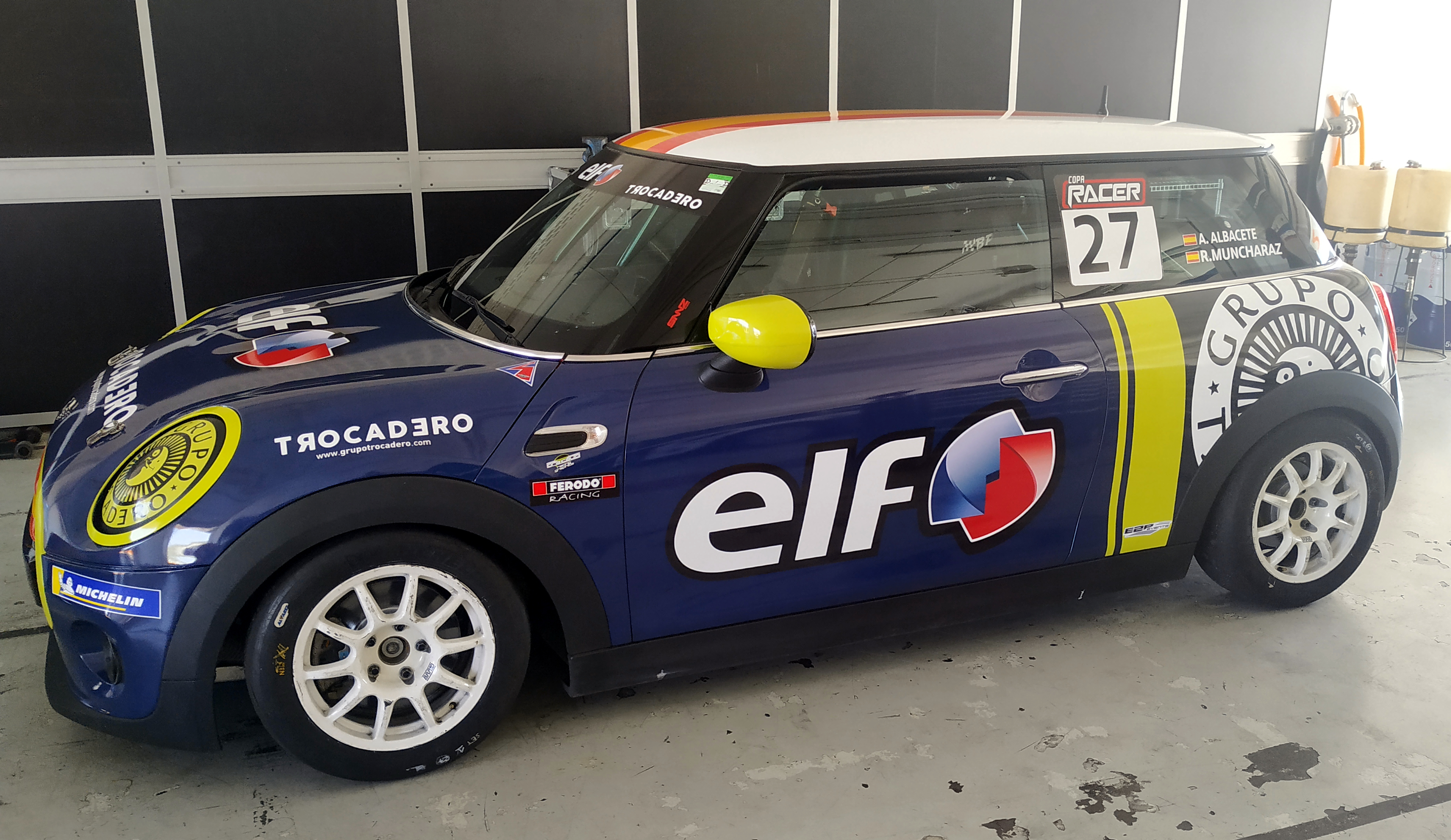
El MINI pilotado por Tony en la temporada 2022 de la Copa Racer

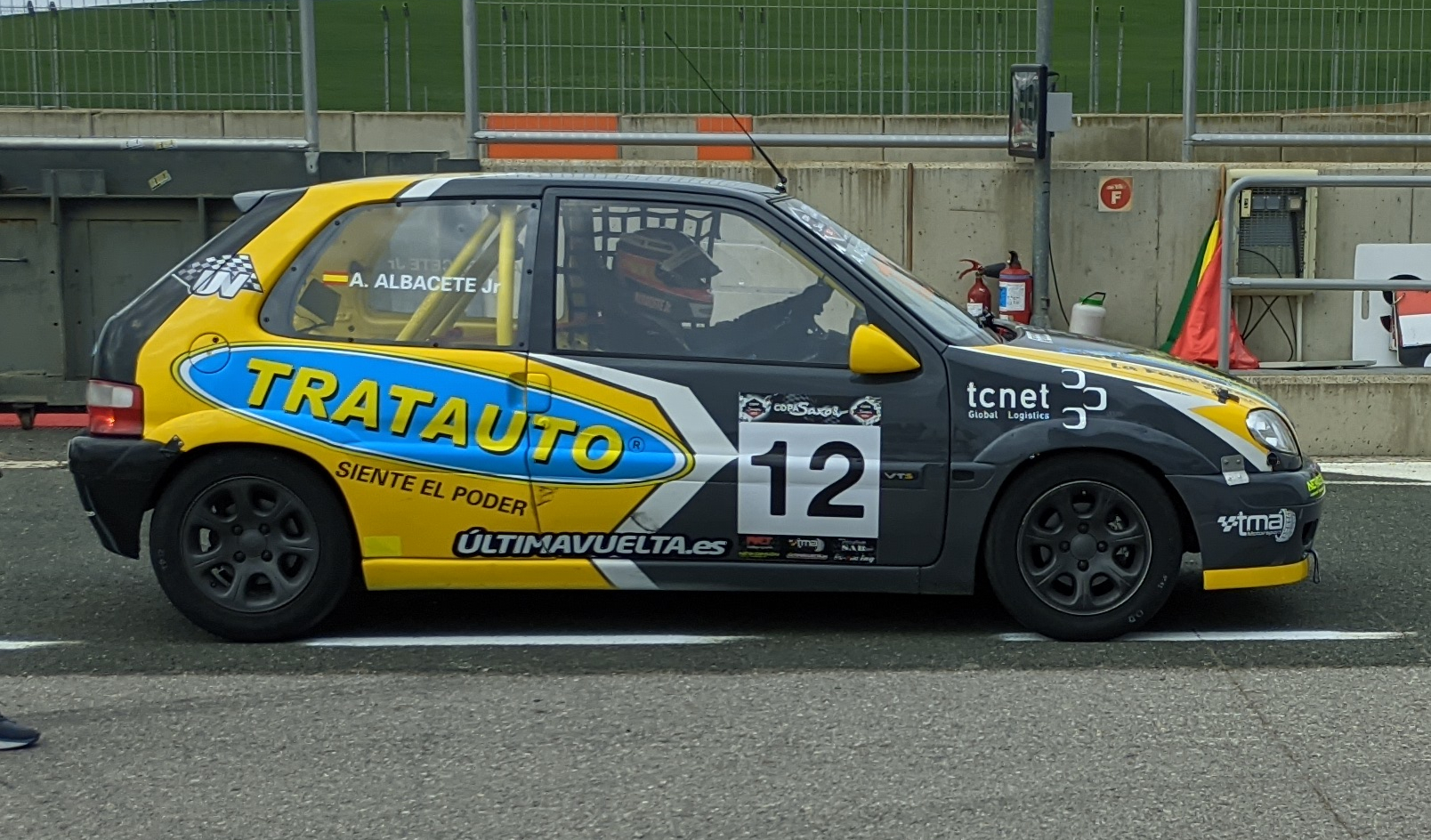
Saxo V8 de Albacete Jr. en la primera ronda de 2023

En 2018 se inscribe a la nueva Copa Kobe Motor, siendo la primera vez que pilota en competición fuera del Circuito del Jarama. Albacete sorprende y se da a conocer fuera de Madrid a lo grande, proclamándose campeón al terminar por delante del favorito Marc de Fulgencio, a pesar de no lograr ninguna victoria durante la temporada pero sí siendo el piloto más regular y uno de los pocos que no sufre percances en ninguna de las diez carreras del año. Este resultado le vale para que Teo Martín Motorsport le fiche como piloto en la primera temporada de la vuelta del Campeonato de España de Turismos siendo el único piloto júnior del campeonato, donde a pesar de mostrarse como uno de los más rápidos en la segunda mitad del año, tres abandonos y una descalificación durante la temporada le dejan séptimo en la general, casi doblándole en puntos su compañero Borja García, quien dominó el campeonato. Con la cancelación de la temporada 2020 del CET por la Pandemia de COVID-19, Albacete se queda ese año sin correr.
En 2021 es fichado por Javier Morcillo para un rol de piloto-instructor en su escudería E2P Racing, en la primera temporada de la Copa Cooper, posteriormente llamada Copa Racer. Tony, que hizo equipo con Pablo Burguera, se muestra constantemente en los tiempos como el segundo más rápido del campeonato, solo por detrás de José Manuel de los Milagros, que a la postre resultaría campeón. Empezaron la temporada a lo grande con tres podios en las cuatro primeras carreras, pero la terminaron con 1 abandono en la penúltima ronda, y ni tan siguiera poder disputar la última con el subcampeonato en juego tras sufrir su coche un accidente en los entrenamientos. Finalmente la pareja finalizó séptima en la general. En 2022 repetiría esta vez con Rafa Muncharaz de compañero, siendo esta vez sí una pareja muy sólida que finalzaron la temporada como subcampeones tras sufrir su único abandono de la temporada en la penúltima carrera. Este año Tony debutó también en la Copa Saxo gracias al patrocinio de Tratauto, a pesar de unas buenas primera y última rondas, en la segunda y tercera tuvo que acudir a la carrera de repesca tras problemas en las carreras calificatorias. A pesar de sus remontadas en las carreras finales, éstas no le servían para alcanzar a los pilotos de cabeza. Finalizó décimo en un campeonato con más de sesenta pilotos regulares.
En 2023 decide centrarse en la Saxo con el objetivo de lograr el campeonato, y a pesar de mostrarse mucho más regular que la temporada anterior y de no sufrir ningún abandono a lo largo del año, el campeón Iván Riera logró dominar en prácticamente todas sus participaciones del año, venciendo a Tony que tuvo que conformarse con otro subcampeonato más. Estos dos pilotos junto a Parisi, Castilla, Álvaro Huertas y Francisco Maldonado fueron los mejores de la temporada. En 2023 participó de nuevo en la Copa Racer, tras llamarlo la escudería PRM Racing tras la segunda ronda para ayudar al rookie Alejandro Barambio a lograr el mejor resultado final posible en el campeonato, el objetivo se logró puesto que Barambio finalizó subcampeón en la general y en el trofeo Sergio Tobar. En el mes de junio se produciría su debut en los TCR, al pilotar un Peugeot 308 Racing Cup en la primera ronda de la tercera temporada del TCR Spain.
En 2024 se inscribe en la GR Cup Spain, donde participa de nuevo con el equipo familiar Me-pre y haciéndole de coach al otro integrante del equipo: Óscar Canales. Tony realiza una buena campaña terminando en el podio en la mitad de las carreras, lo que le vale para ser tercero final, aunque no logra ninguna victoria ni ser el más rápido en los entrenamientos oficiales.

## Resumen de trayectoria
| Temporada | Series                            | Escudería                    | Carreras | Victorias | Poles | VR | Podios | Puntos  | Pos.    |
| --------- | --------------------------------- | ---------------------------- | -------- | --------- | ----- | -- | ------ | ------- | ------- |
| 2017      | Campeonato RACE de Turismos - C2  | MePre Motor Sport            | 6        | 0         | ?     | ?  | 6      | 93      | 2.º     |
| 2017      | Campeonato RACE de Turismos - ST2 | MePre Motor Sport            | 2        | 0         | 0     | 0  | 0      | no apto | no apto |
| 2018      | Copa Kobe de Circuitos            | A.C. Madrid Sport - MePre    | 10       | 0         | 1     | 1  | 3      | 244     | 1.º     |
| 2019      | Campeonato de España de Turismos  | Teo Martín Motorsport        | 12       | 0         | 0     | 1  | 3      | 205     | 7.º     |
| 2021      | Copa Cooper                       | E2P Racing                   | 8        | 1         | 3     | 3  | 3      | 121     | 7.º     |
| 2022      | Copa Racer                        | E2P Racing                   | 10       | 3         | 3     | 5  | 6      | 173     | 2.º     |
| 2022      | San Silvestre 100                 | E2P Racing                   |          |           |       |    |        |         | 2.º     |
| 2022      | Copa Saxo                         | C.D.E. Última Vuelta - MePre | 12       | 1         | 0     | 0  | 3      | 265     | 10.º    |
| 2023      | Copa Saxo                         | Paradinas Motorsport         | 10       | 3         | 2     | 1  | 5      | 1018    | 2.º     |
| 2023      | Copa Racer                        | PRM Racing                   | 6        | 2         | 2     | 3  | 5      | 108     | 9.º     |
| 2023      | TCR Spain                         | Team VRT                     | 2        | 0         | 0     | 0  | 0      | 24      | 20.º    |
| 2023      | TCR Spain - TCR Cup               | Team VRT                     | 2        | 0         | -     | -  | 2      | 70      | 4.º     |
| 2024      | GR Cup Spain                      | Me-Pre                       | 10       | 0         | 0     | 0  | 5      | 144     | 3.º     |

## Resultados

### Copa Racer
| Temporada | Escudería  | Rondas | Rondas | Rondas | Rondas | Rondas | Rondas | Rondas | Rondas | Rondas | Rondas | Rondas | Rondas | Rondas | Pos. | Ptos. |
| --------- | ---------- | ------ | ------ | ------ | ------ | ------ | ------ | ------ | ------ | ------ | ------ | ------ | ------ | ------ | ---- | ----- |
| 2021      | E2P Racing | NAV    | NAV    | CRT    | CRT    | MOT    | MOT    | JAR    | JAR    | JER    | JER    |        | SS100  |        | 7.º  | 121   |
| 2021      | E2P Racing | 3      | 1      | 6      | 2      | 9      | 5      | Ret    | 5      | WD     | WD     |        |        |        | 7.º  | 121   |
| 2022      | E2P Racing | CAT    | CAT    | EST    | EST    | CRT    | CRT    | JER    | JER    | NAV    | NAV    |        | SS100  |        | 2.º  | 173   |
| 2022      | E2P Racing | 1      | 2      | 2      | 1      | 14     | 4      | 1      | 2      | Ret    | 7      | 2      |        |        | 2.º  | 173   |
| 2023      | PRM Racing | NAV    | NAV    | CAT    | CAT    | CRT    | CRT    | EST    | EST    | JER    | JER    |        |        |        | 9.º  | 108   |
| 2023      | PRM Racing |        |        |        |        | 1      | 12     | 1      | 3      | 3      | 2      |        |        |        | 9.º  | 108   |

### TCR Spain
| Temporada | Escudería         | Rondas | Rondas | Rondas | Rondas | Rondas | Rondas | Rondas | Rondas | Pos. | Pts. |
| --------- | ----------------- | ------ | ------ | ------ | ------ | ------ | ------ | ------ | ------ | ---- | ---- |
| 2023      | Monlau Motorsport | NAV    | NAV    | EST    | EST    | JER    | JER    | CAT    | CAT    | 20.º | 24   |
| 2023      | Monlau Motorsport | 9      | 10     |        |        |        |        |        |        | 20.º | 24   |

### GR Cup Spain
| Temporada | Escudería | JAR | JAR | MOT | MOT | CRT | CRT | JER | JER | CAT | CAT | Pos. | Ptos. |
| --------- | --------- | --- | --- | --- | --- | --- | --- | --- | --- | --- | --- | ---- | ----- |
| 2024      | Me-Pre    | 4   | 5   | 2   | 9   | DSQ | 5   | 4   | 2   | 2   | 2   | 3.º  | 144   |